# 花樹海温泉
花樹海温泉（はなじゅかいおんせん）は、香川県高松市西宝町に立地するホテルに湧出する冷鉱泉である。テラスから望む瀬戸内海と高松市街の景色は四国八十八景75番に選定されている。

## 泉質
- ナトリウム-炭酸水素塩冷鉱泉（低張性アルカリ性冷鉱泉）
  - 泉温　19℃　PH9.0

## 温泉地
石清尾山（いわせおやま 標高232.4m）通称・峰山の中腹の標高63m（フロント階で）の高松市街地を望む高台にある旅館の敷地内で湧出している冷鉱泉である。最上階の展望大浴場や特別室の露天風呂に温泉を引いている。

## 歴史
旅館「喜代美山荘 花樹海」として1930年（昭和3年）に創業した。
その後、温泉を1998年（平成10年）に採掘し、良質な美肌効果のある美人の湯と云われる温泉を提供できるようになり、現在は「夕凪の湯HOTEL 花樹海」として営業している。

## 施設

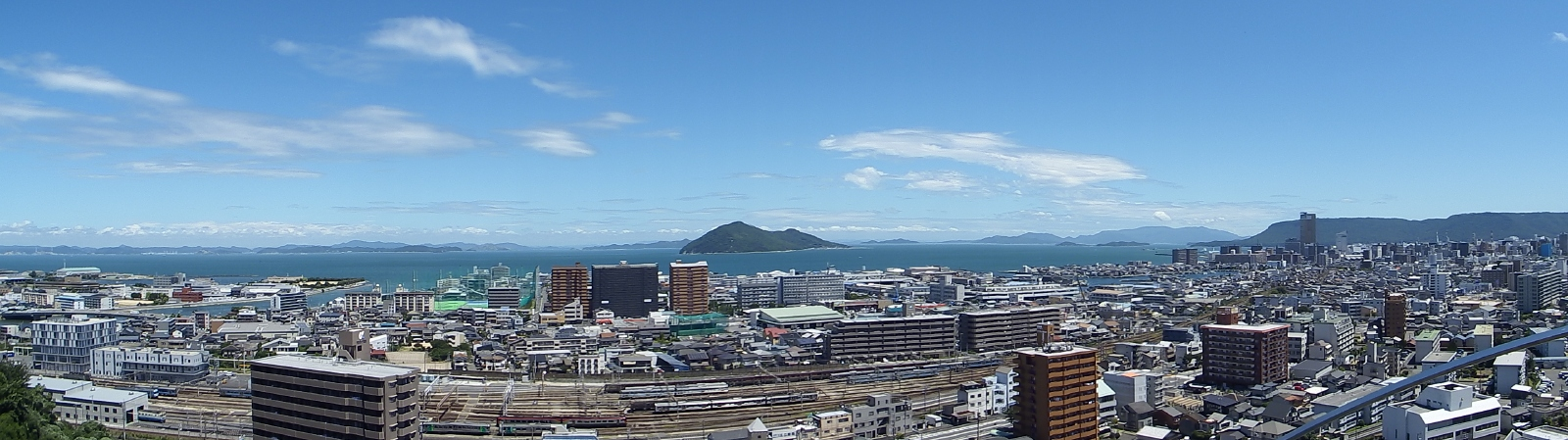
テラスからの眺望

- 浴場	【高松いで湯の丘】（展望パノラマ大浴場）、花樹海温泉「海と昴の湯」
- 客室　全45室216名収容（スイート×8、岩露天風呂付客室（和洋室・和室）×9、デザイナーズルーム×3、一般和室×19、一般洋室×6）
- 宴会場（52畳和室大広間、27畳和室中広間×2、21畳和室小広間）
- コンベンションホール・結婚式場など各種会場
- 食事処「飯依比古」「夕凪」、ティーラウンジ「万花」、売店
- 駐車場100台、バス5台

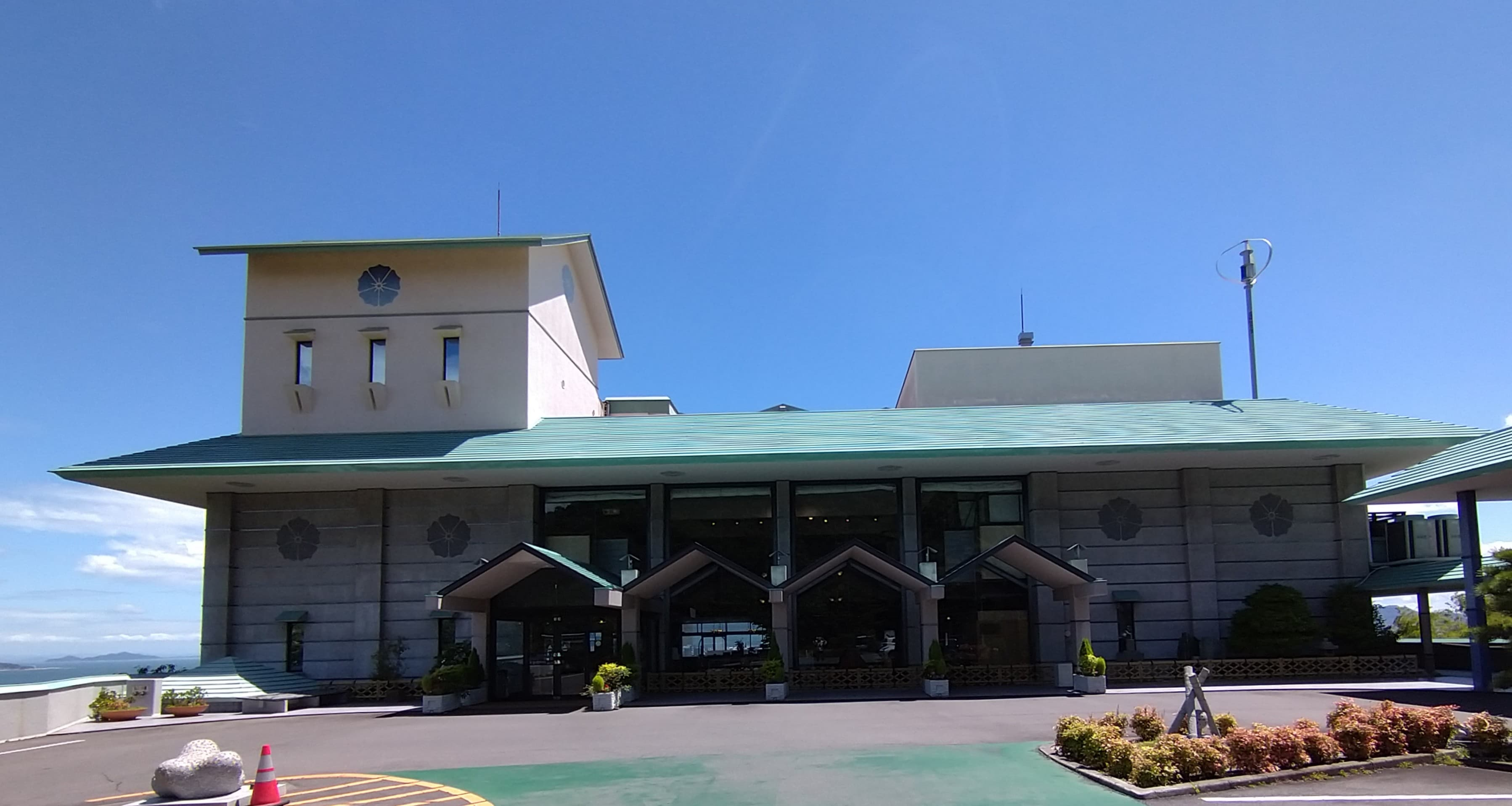
入口前より
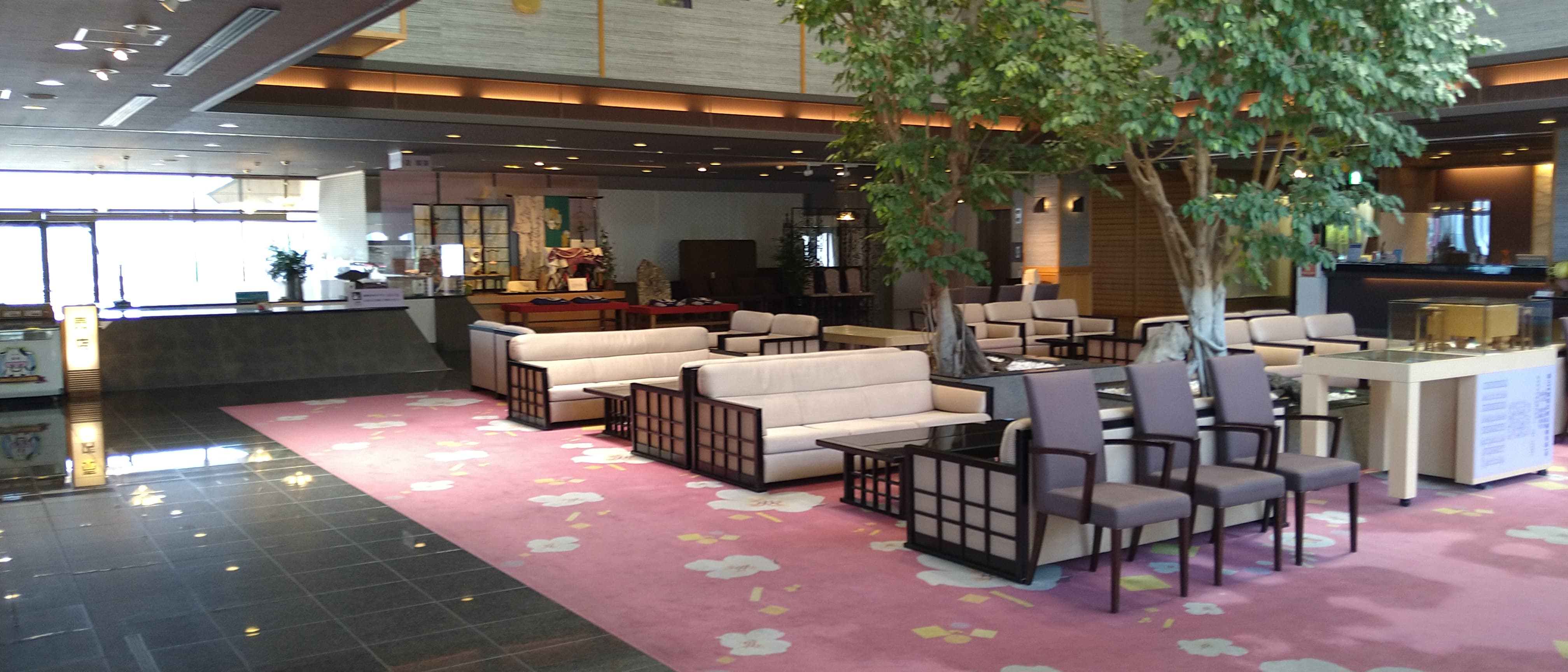
広々としたフロント前
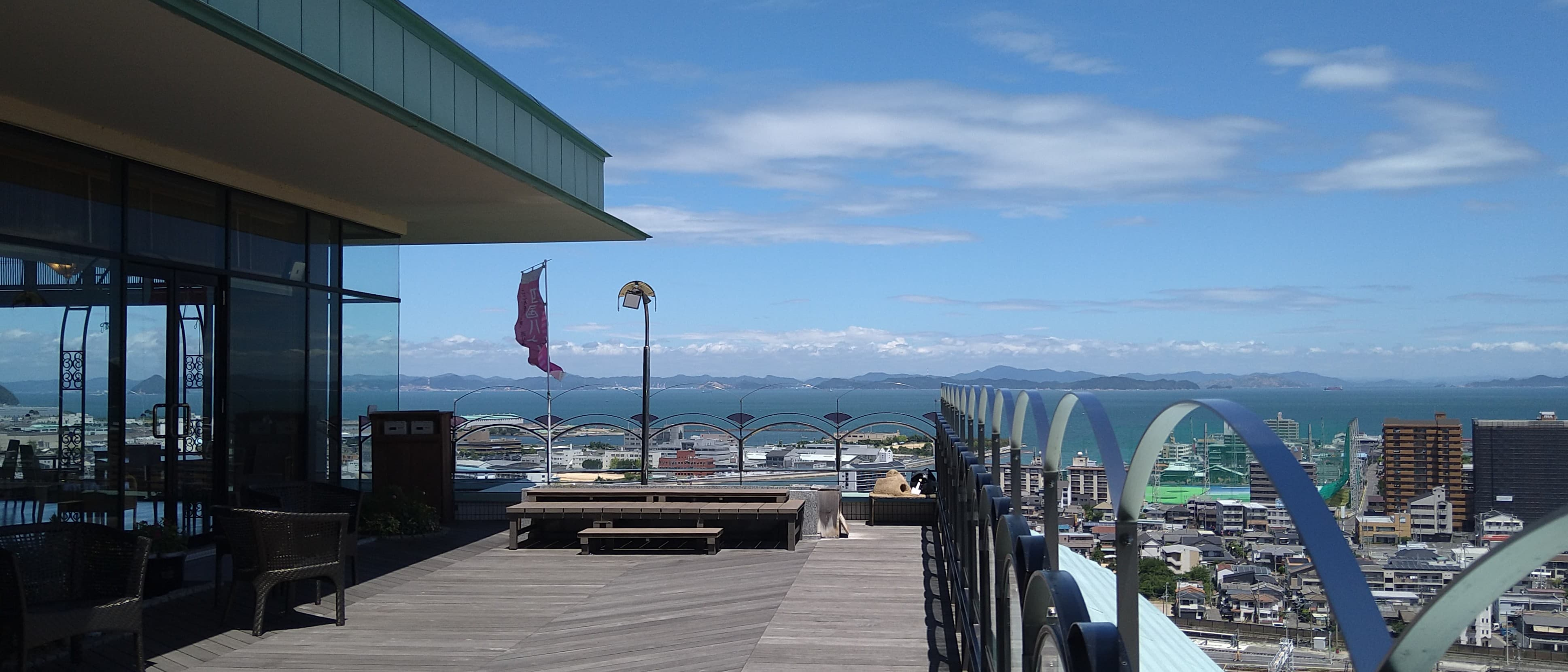
ラウンジの外のテラス

高松市街を俯瞰し、その向こうに源平合戦で有名な屋島を望み、そして瀬戸内海の海と島々をいっぺんに眺望できる一大パノラマとなっている。テラスでは、柵が眺めを邪魔しないように工夫されていて、椅子にすわりながらゆっくり眺めを楽しむことができる。客室や浴室から眺める夜景も美しい。

## アクセス
- JR予讃線・高徳線高松駅よりタクシーで10分。

- 松山市・高知方面：高松自動車道高松西ICから車で約10分。
- 神戸・淡路島方面：高松自動車道高松檀紙ICから車で約10分。